# 南度亨
南度亨（ナム・ドヒョン、남도형、1983年4月24日 - ）は、大韓民国の男性声優。

## 来歴・人物
23歳で韓国放送公社（KBS）声優部に入り、声優として活動を開始。キャリアをスタートさせる前の2003年、アクションビデオゲーム・機動戦士ガンダム 宇宙との遭遇の吹き替えに参加。当時のゲーム関連イベントの優勝者として、兵士とパイロットの声を担当した。
2009年にKBSを退社し、フリーになった。その1年後、スラムドッグ$ミリオネアの韓国語吹き替え版でジャマール・マリク役を演じ、幅広い層から注目を浴び始めた。ブレイク作はFAIRY TAILの韓国語吹き替え版でナツ・ドラグニールの声を担当し、一躍有名になった。2012年、ロラックスおじさんの秘密の種が自身にとって初の劇場用アニメーションの吹き替え主役となった。韓国語吹き替え版ではテッド・ウィギンズの声を担当した。
2013年の映画『No Breathing』でスクリーンデビューを果たした。映画の序盤では、スポーツコメンテーターの役を演じていた。
イギリスのSFテレビシリーズ『ドクター・フー』の韓国語吹き替え版でローリー・ウィリアムズの声を、ポケットモンスターの韓国語吹き替え版でデントの声を担当したことで知られるようになった。トランスフォーマーの韓国語吹き替え版では、ラフ・エスキヴェルとノック・アウトを演じた。プライムの韓国語吹き替えではラフ・エスキベルとノックアウト、YouTubeチャンネル『MrBeast』の韓国語吹き替えではミスタービースト、最近ではアメリカのテレビアニメシリーズ『レギュラー・ショー』の韓国語吹き替えでリグビーが起用された。
近年では韓国国内で開催される日本の声優が出演するイベントにおいて司会を務めることも多い。